# فرودگاه ال تپوال
فرودگاه ال تپوال (به انگلیسی: El Tepual Airport) (به زبان بومی: Aeropuerto Internacional El Tepual) یک فرودگاه نظامی و همگانی مسافربری با کد یاتا PMC است که یک باند فرود بتن دارد و طول باند آن ۲۶۵۰ متر است. این فرودگاه در کشور شیلی قرار دارد و در ارتفاع ۹۰ متری از سطح دریا واقع شده‌است.

## شرکت‌های هواپیمایی و مقصدهای پروازی

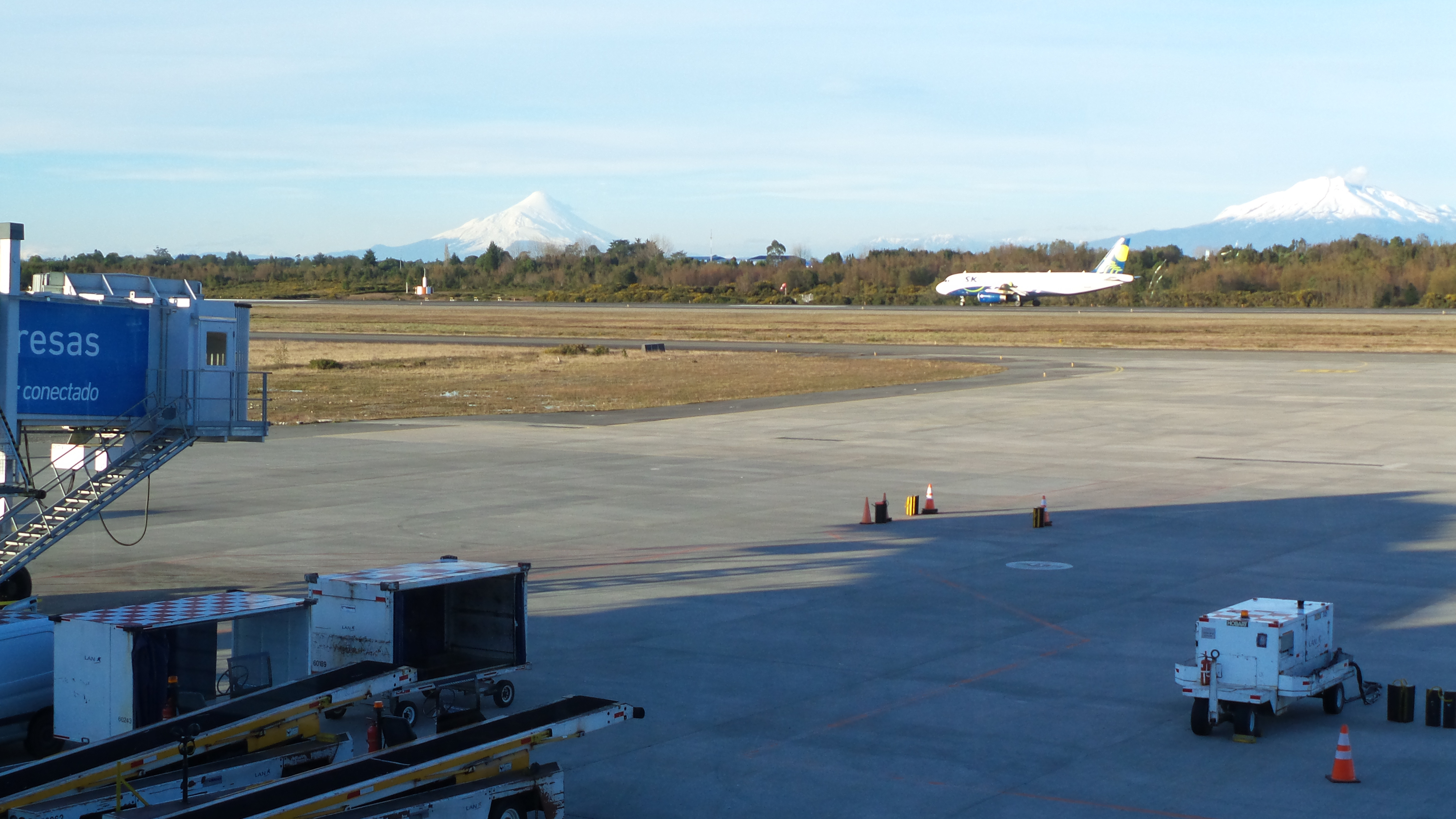
El Tepual International Airport with Calbuco and Osorno volcanoes in the background.

| شرکت‌های هواپیمایی    | مقصدهای پروازی                                                                  |
| -------------------- | ------------------------------------------------------------------------------- |
| لان ایرلاینز         | بالماسدا، Castro، پرزیدانت کارلوس ایبانیز دل کامپو، کومودورو ارتورو مرینو بنیتز |
| Latin American Wings | کومودورو ارتورو مرینو بنیتز                                                     |
| اسکای ایرلاین        | بالماسدا، پرزیدانت کارلوس ایبانیز دل کامپو، کومودورو ارتورو مرینو بنیتز         |